# 友暉雲石
友暉雲石（集團）有限公司，簡稱友暉雲石（集團），以及友暉雲石（英語：COMPANION MARBLE (HOLDINGS) LIMITED，港交所除牌時0577.HK），於1995年，由當時友聯建築材料國際集團有限公司分拆一家專門當時經營生產及銷售大理石。
而曾在1996年4月25日於香港交易所主板上市。1999年中，把相關網絡注入公司，同時購回母公司。10月28日，更名為天網（國際集團）控股有限公司（保華建業集團有限公司前身）。

## 連結
- pyengineering.com（页面存档备份，存于）